# Station Raynes Park
Raynes Park is een spoorwegstation van National Rail in Merton in Engeland. Het station is eigendom van Network Rail en wordt beheerd door South Western Railway. 

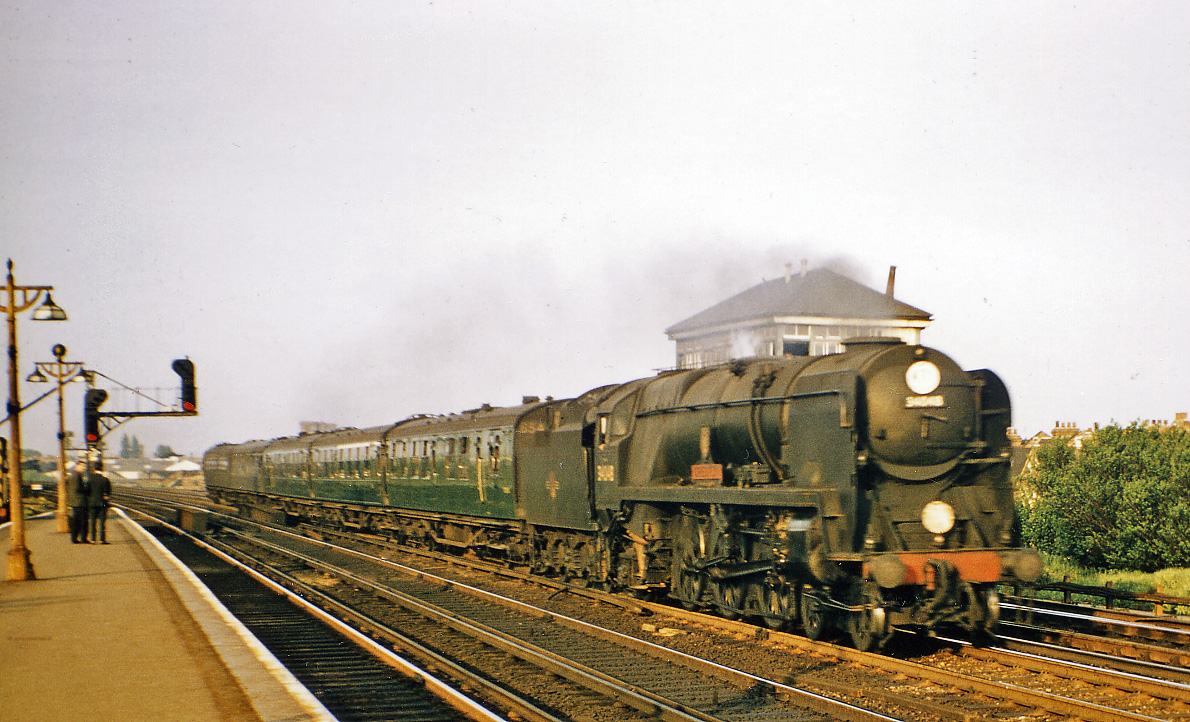
Sneltrein naar Salisbury, 1964